# Sadako Ogata
Sadako Ogata (jap. 緒方 貞子 Ogata Sadako; ur. 16 września 1927 w Tokio, zm. 22 października 2019 tamże) – japońska dyplomatka, uczona i administrator, Wysoki komisarz Narodów Zjednoczonych do spraw uchodźców w latach 1991–2000.
Od 1 października 2003 do 2012 była prezesem Japońskiej Agencji Współpracy Międzynarodowej (Dokuritsu Gyōseihōjin Kokusai Kyōryoku Kikō, Japan International Cooperation Agency, JICA), agencji rządowej, która dostarcza większość Oficjalnej Pomocy Rozwojowej (ang. Official Development Assistance, ODA). Ma na celu wspieranie wzrostu gospodarczego i społecznego w krajach rozwijających się oraz promowanie współpracy międzynarodowej.

## Odznaczenia i nagrody
- Order Kultury – 2003, Japonia[2]
- Order Księcia Branimira – 2003, Chorwacja[3]
- Komandor Legii Honorowej – 2001, Francja
- Wielki Oficer Orderu Oranje-Nassau –  2008, Holandia
- Wstęga Orderu Azteków –  2013, Meksyk[4]
- Wielki Oficer Orderu Infanta Henryka – 2005, Portugalia[5]
- Wielki Krzyż Zasługi Orderu Zasług Republiki Federalnej Niemiec –  2001, Republika Federalna Niemiec
- Order Towarzyszy O. R. Tambo II klasy – 2009, Południowa Afryka
- Order Przyjaźni –  2001, Rosja
- Komandor I klasy Królewskiego Orderu Gwiazdy Polarnej – 2001, Szwecja
- Honorowa Dama Komandor Orderu św. Michała i św. Jerzego –  2011, Wielka Brytania
- Krzyż Wielki Orderu Zasługi Republiki Włoskiej –  2001, Włochy
- Specjalna Nagroda Asahi – 1999[6]